# Emil Woinovich
Emil svobodný pán Woinovich von Belobreska (chorvatsky Emil barun Vojnović iz Belobreski) (23. dubna 1851 Petrinja – 13. února 1927 Vídeň) byl rakousko-uherský generál chorvatského původu. V c. k. armádě sloužil od roku 1870, jako štábní důstojník působil u různých jednotek, uplatnil se také jako vojenský pedagog, spisovatel a ředitel zpravodajských služeb na ministerstvu války. V letech 1901–1915 zastával funkci ředitele C.k. válečného archivu. V armádě dosáhl v roce 1908 hodnosti generála pěchoty a v roce 1916 byl povýšen do stavu svobodných pánů.

## Životopis

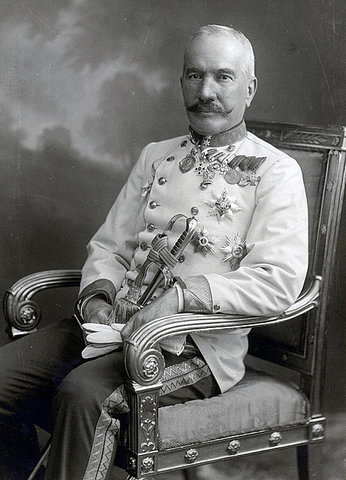

Pocházel z chorvatské rodiny, dětství strávil v Eisenstadtu a v letech 1866–1870 studoval na Tereziánské vojenské akademii ve Vídeňském Novém Městě. Do armády vstoupil jako poručík k 25. pěšímu pluku v Lučenci, v letech 1873–1875 si doplnil vzdělání na Válečné škole (K.u.k. Kriegsschule) ve Vídni a v hodnosti nadporučíka byl zařazen do sboru důstojníků generálního štábu. Poté vystřídal službu v Košicích a Zadaru a v roce 1880 se zúčastnil potlačení povstání v Dalmácii. Mezitím byl povýšen na kapitána (1879) a od roku 1880 působil jako štábní důstojník u 15. armádního sboru v Sarajevu. Podílel se mimo jiné na kartografickém zpracování Bosny a Hercegoviny a v letech 1884–1887 působil na 5. oddělení ministerstva války. V roce 1887 byl povýšen na majora a stal se šéfem štábu 18. pěší divize v Mostaru. V letech 1888–1892 působil jako pedagog na Válečné škole ve Vídni, kde vyučoval strategii a vojenské dějiny a v roce 1890 byl povýšen na podplukovníka.
V roce 1892 dosáhl hodnosti plukovníka a v letech 1892–1896 byl ředitelem zpravodajských služeb na ministerstvu války. V roce 1896 byl povolán jako zástupce velitele 26. pěšího pluku do Ostřihomi a od ledna 1897 byl jeho velitelem. K datu 1. listopadu 1898 byl povýšen na generálmajora a v letech 1898–1901 byl velitelem 17. pěší brigády v Praze. Od roku 1901 byl dlouholetým ředitelem C. k. válečného archivu (K.u.k. Kriegsarchiv). V roce 1903 byl povýšen do hodnosti polního podmaršála a k datu 26. listopadu 1908 získal hodnost titulárního generála pěchoty. Ke dni 31. prosince 1915 byl odeslán na dovolenou a převeden do stavu záloh, formálně byl v armádě penzionován až po zániku monarchie k datu 1. ledna 1919. Jako dlouholetý ředitel válečného archivu byl autorem řady odborných prací.
Zemřel ve Vídni 13. února 1927 a je pohřben na Centrálním hřbitově ve Vídni.
V roce 1895 se ve Vídni oženil s baronkou Luisou von Uriel (1873–1962), dcerou MUDr. Josefa Uriela (1840–1919), vrchního štábního lékaře. Z jejich manželství se narodily tři děti, syn Peter a dcery Luisa a Marie.

## Tituly a ocenění
V roce 1905 byl povýšen do šlechtického stavu s predikátem von Belobreska platného pro Uherské království. V roce 1910 obdržel titul c. k. tajného rady s nárokem na oslovení Excelence. V roce 1916 byl povýšen do rakouského stavu svobodných pánů. Během vojenské služby získal řadu ocenění v Rakousku-Uhersku i v zahraničí, byl také členem-korespondentem Císařské akademie věd. Je po něm pojmenována ulice Woinovichgasse ve vídeňské čtvrti Hietzing.

### Rakousko-Uhersko
- Válečná medaile (1882)
- Vojenský záslužný kříž III. třídy (1892)
- Služební odznak pro důstojníky III. třídy (1895)
- Řád železné koruny III. třídy (1896)
- Jubilejní pamětní medaile (1898)
- rytířský kříž Leopoldova řádu (1906)
- Vyznamenání za umění a vědu (1907)
- velkokříž Řádu Františka Josefa (1908)
- Vojenský jubilejní kříž (1908)
- Služební odznak pro důstojníky II. třídy (1910)

### Zahraničí
- Řád červené orlice II. třídy (1894, Německo)
- Řád pruské koruny I. třídy (1906, Německo)
- Záslužný řád bavorské koruny I. třídy (1906, Bavorsko)
- velkokříž Řádu rumunské koruny (1913, Rumunsko)
- velkokříž Řádu Albrechtova (1913, Sasko)